# روتنبورغ أن در فومه
رتنبورغ آن در وومه (بالألمانية: Rotenburg an der Wümme) هي بلدة ألمانية تقع في ألمانيا في سكسونيا السفلى. يقدر عدد سكانها بـ 22,128 نسمة .

## المدن التوأمة
مدينة ألتير هي مدينة توأمة لـرتنبورغ آن در وومه.

## أعلام
- كلوديا جانسين
- فيليب زوينير
- رودلف كروز
- ماتياس شيرز
- أوقست شميت